# Per Störby
Per Störby Jutbring, född Störby 26 juni 1971 i Falkenberg, är en svensk kompositör, artist, producent, sångare och musiker bosatt i Stockholm, som också arbetar under artistnamnet Pearl. 

## Karriär

### Musik
Per Störby Jutbring är musikalisk ledare och kompositör för kammarmusikgruppen New Tide Orquesta (tidigare New Tango Orquesta), med vilken han spelar bandoneon. New Tide Orquesta spelar en blandning av barockmusik, tango nuevo, improviserad musik och minimalistisk musik, skriven av Störby Jutbring. Han hade också ett soloprojekt Pearl Fiction, med vilket han släppte debutalbumet Painted Wolf 2012. Singlarna "Run" och "Painted Wolf" låg på rotationslistan på P3. Han var den musikaliska delen i konstnärskollektivet Zeigeist, som senare kom att bli ett renodlat popband när de släppte sitt första och enda album 2008 (The Jade Motel). Zeigeist gjorde märkvärdiga scenshower med en kombination av musik, konst och performance. Han har även skrivit musik för teater, film och TV; remixat andra artister och medverkat på andra artisters inspelningar och föreställningar som musiker, producent eller kompositör.
2014 släppte Per Störby Jutbring sitt första soloalbum i eget namn (Per Störby Jutbring), där han spelar på sitt huvudinstrument pianot. Det minimalistiska albumet innehåller komponerade och fritt improviserade stycken, med några spår som fungerar som intermezzon där cellisten Johanna Dahl och violinisten Malin My Wall medverkar. Ett av dessa spår är titelspåret "Dance Of The Diaper Fairy" som också blev en video till albumet. Singeln "Tomorrow" från albumet "My Skinny Sister" låg 17 veckor på P3s rotationslista 2015-2016. 2017 släpptes soundtracket till filmen "Star Boys".

### Övrig verksamhet
Tillsammans med sin hustru Kitty Störby Jutbring har han en föräldrapodcast med ett nytt program varje vecka, där paret diskuterar föräldraskap och familjeliv.

## Privatliv
Tillsammans med Kitty Störby Jutbring har han en dotter född 2012 och en son född 2015. Familjen är bosatt i Enskededalen i Stockholm.

## Diskografi (urval)

### Per Störby Jutbring, album och videor
- 2014 – Dance of the Diaper Fairy (album)
- 2014 – Dance of the Diaper Fairy (video)
- 2015 – My Skinny Sister (original motion picture soundtrack) (album)
- 2015 – Tomorrow (singel)
- 2017 – Star Boys (original motion picture soundtrack) (album)

### New Tide Orquesta, album
- 1998 – The New Tango Orquesta
- 2000 – Part II
- 2005 – Bestiario
- 2009 – The Kiev Concert
- 2009 – Vesper
- 2012 – How To Climb a Mountain
- 2016 – Live In Rio
- 2016 – Spirits: Nursery Rhymes

### Pearl Fiction, album och singlar
- 2010 – The Ruby Fever (Singel) (maj)
- 2011 – Run (singel)
- 2012 – Painted Wolf (album)
- 2012 – Painted Wolf (singel)
- 2012 – Talking Seems to Fade Away (singel)

### Zeigeist, album och singlar
- 2007 – Black Milk (singel)
- 2008 – Humanitarianism/Bunny (singel)
- 2008 – The Jade Motel (album)
- 2008 – Wrecked Metal (singel)
- 2008 – Cuffs (singel)
- 2009 – Neverending Love (singel)

### New Tide Orquesta, bok
- 2010 – Full Scores/Photos/Text